# C0 és C1 vezérlőkódok
A C0 és C1 vezérlőkarakterek halmaza meghatározza mindazokat a kódokat, amelyeket a szövegekben használhatók.
A C0, amit eredetileg az ISO 646-ban határoztak meg, írja le a 0x00–0x1F tartományba eső vezérlő karaktereket. A C1, amit eredetileg az ISO 6429-ben határoztak meg, a 0x80–0x9F tartományba eső vezérlőkaraktereket írja le. A C0 kódok az ASCII-kódoknál használatosak, és a legtöbbjük kódolása az ASCII-kódjukon és ‑funkcióikon alapul. A C1 kódok az ISO 8859-n sorozathoz tartoznak, többnyire Unicode-kódolásúak, és viszonylag ritkábban használatosak.
A legtöbb alkalmazás az LF, CR és HT vezérlőkaraktereket képes értelmezni. Néhány alkalmazás még képes a VT, FF és NEL (C1-ből) értelmezésére. Nagyon kevés alkalmazás képes más C0 és C1 vezérlőkarakterek értelmezésére.

## C0 (ASCII és származékai)
| Kontroll- szekvencia | Dec | Hex  | Rövidítés | karakter neve                                      | Leírás/megjegyzés |
| -------------------- | --- | ---- | --------- | -------------------------------------------------- | --- |
| ^@                   | 00  | 0x00 | NUL       | Null, Nullkarakter                                 | Eredetileg a lyukszalagon üres terület létrehozására szolgált. Később kitöltőkarakter volt olyan esetekre, amikor a terminálnak egy folyamat vagy akció végrehajtására (például kocsi-vissza vagy soremelés) időre volt szüksége. Ma gyakran használja a C mint stringet lezáró karaktert. |
| ^A                   | 01  | 0x01 | SOH       | Start of Header, Fejléc kezdete                    | Üzenetfejléc első karaktere. |
| ^B                   | 02  | 0x02 | STX       | Start of Text, Szöveg kezdete                      | Üzenet első karaktere vagy fejléc zárókaraktere. |
| ^C                   | 03  | 0x03 | ETX       | End of Text, Szöveg vége                           | Gyakran használják mint „megszakító” – break karaktert (Ctrl-C) egy futó folyamat megszakítására. A TOPS-20-ban a bejelentkezés előtt a rendszer figyelmének felhívására használják. |
| ^D                   | 04  | 0x04 | EOT       | End of Transmission, Átvitel vége                  | Fájl vége jelzésére használja a Unix. Ugyanakkor az MS-DOS a ^Z szekvenciát használja a fájlvég jelzésére. Az Apple II rendszerek követik a DOS-konvenciót. |
| ^E                   | 05  | 0x05 | ENQ       | Kérd(ez)és                                         | Az ENQ karakter vétele egy választ vált ki, ezzel jelzi, hogy a kapcsolat még fennáll. |
| ^F                   | 06  | 0x06 | ACK       | Acknowledgment, nyugtázás                          | Pozitív válasz egy ENQ-ra. |
| ^G                   | 07  | 0x07 | BEL       | Bell, Csengetés                                    | Eredetileg valóban egy csengő megszólalására használták a terminálokon. Később, a fizikai csengővel nem rendelkező berendezéseken elektromosan gerjesztett hanggal pótolták a csengőt. Létezik olyan megvalósítás, amelyben vizuális figyelemfelhívást valósítanak meg (gyors inverz és normál videó átkapcsolgatásával). |
| ^H                   | 08  | 0x08 | BS        | Back Space, Visszalépés                            | Törli a kurzortól balra lévő karaktert, és eggyel balra lépteti a kurzort. |
| ^I                   | 09  | 0x09 | HT        | Horizontal Tab, Vízszintes tabulátor               | Általában egyszerű tabulálást jelent. |
| ^J                   | 10  | 0x0A | LF        | Line Feed, Soremelés                               | Az elektromechanikus megjelenítők (teletype), nyomtatók és néhány terminál-emulátor a kurzort egy sorral lejjebb állítják, a soron belüli pozíciót változatlanul hagyva. A Unix mint sorvég-jelzést használja. Az MS-DOS, a Windows és számos hálózati szabvány a karaktert követő CR-rel együtt használja mint sorvég-jelet. |
| ^K                   | 11  | 0x0B | VT        | Vertical Tab, Függőleges tabulátor                 | |
| ^L                   | 12  | 0x0C | FF        | Form Feed, Lapemelés                               | A sornyomtatókon új lap betöltése. A Python ún. whitespace karakterekkel valósítja meg a funkciót. Néhány terminál-emulációban törli a képernyőt. |
| ^M                   | 13  | 0x0D | CR        | Carriage Return, Kocsi vissza                      | Eredetileg a kurzornak az aktuális sor kezdő (nulladik) pozíciójára való állítására használták. A Mac OS (és a megelőző Mac OS X-ek), valamint a korai rendszerek, mint az Apple II és a Commodore 64 sorvég-jelnek használták. Az MS-DOS, a Windows, valamint több hálózati szabvány a megelőző LF-fel együtt tekinti sorvég-jelnek. Az Enter vagy Return billentyűk ezt a kódot generálják, viszont egyes terminál-emulátorok eltérő vezérlőszekvenciákat használnak a sorvég-jelzésre.   |
| ^N                   | 14  | 0x0E | SO        | Shift Out                                          | Átkapcsol egy másik karakterkészletre. |
| ^O                   | 15  | 0x0F | SI        | Shift In                                           | Visszatérés a szabályos karakterkészletre egy Shift Out beállítás után. A TOPS-20-ban ez jelezte, hogy a következő kimenet nem lesz megjelenítve; a program folytatta a futását, de nem jelenített meg szöveget, vagy nem is nyomtatott mindaddig, amíg ^O-t újra be nem gépeltek. |
| ^P                   | 16  | 0x10 | DLE       | Data Link Escape, Feloldókarakter                  | Hatására a következő karaktert – ha vezérlőkarakter is – normál karakterként kell értelmezni. |
| ^Q                   | 17  | 0x11 | DC1       | Device Control 1 / XON, Eszközvezérlés 1           | Átvitel folytatása. Az adatáram-vezérlést végző programok használják. |
| ^R                   | 18  | 0x12 | DC2       | Device Control 2, Eszközvezérlés 2                 | A TOPS-20-nál az aktuális sor újranyomtatása, törölt karakter jelzése a "~" (tilde) karakterrel. |
| ^S                   | 19  | 0x13 | DC3       | Device Control 3 / XOFF, Eszközvezérlés 3          | Átvitel felfüggesztése. Az adatáram-vezérlést végző programok használják. Néhány terminál hatására megszakítja a szöveg megjelenítését. |
| ^T                   | 20  | 0x14 | DC4       | Device Control 4, Eszközvezérlés 4                 | A TOPS-20-nál egy rövid sort jelenít meg rendszerállapot-információkkal. |
| ^U                   | 21  | 0x15 | NAK       | Negative acknowledgment, Negatív nyugtázás         | Más néven: „hibás átvétel” jel, negatív visszaigazolás. Az állomás negatív válaszként küldte annak az állomásnak, amelyik a kapcsolatot felépítette. Bináris szinkronprotokoll esetében a NAK azt jelezte, hogy a vételnél hiba történt: a küldő az előzőleg elküldött adatblokkot ismételje meg. Többpontos kapcsolatok esetében a NAK azt jelzi, hogy az állomás nem képes (nem kész) válaszolni egy lekérdezésre (polling). Néhány szövegszerkesztő ezt használja sortörlés-karakternek. |
| ^V                   | 22  | 0x16 | SYN       | Szinkronkarakter                                   | A szinkron adatátviteli rendszerek használják a szinkronizálás biztosítására. Általában semmilyen egyéb karakter küldése nem előzheti meg a SYN karakter(ek) küldését. |
| ^W                   | 23  | 0x17 | ETB       | End of Transmission Block, Adatátviteli blokk vége | Adatblokk küldése esetén jelzi, hogy vége az adatblokknak. Néhány szövegszerkesztő szótörlés-karakternek használja, azaz kitörli a karaktereket az aktuális helyét megelőző és követő szóközök között. |
| ^X                   | 24  | 0x18 | CAN       | Cancel, Érvénytelen                                | Mutatja, hogy a hozzá kapcsolódó adat hibás, érvénytelen vagy nem értelmezhető az adott eszközön. |
| ^Y                   | 25  | 0x19 | EM        | End of Medium, Hordozó vége                        | A legtöbb programnál a billentyűzetről bevitt Ctrl-Y az úgynevezett „redo”, azaz újbóli végrehajtás parancsot jelenti, az utolsó Ctrl-Z paranccsal visszavont (undo) parancsot hajtja végre mégis. |
| ^Z                   | 26  | 0x1A | SUB       | Substitution, Helyettesítő                         | Az MS-DOS rendszereknél a szöveg (text) módban megnyitott fájlok esetében „szöveg vége” (end of text) vagy „fájl vége” (end of file) jelzésre használják a Ctrl-Z karaktert (26-os kód, „helyettesítés”) a ^C vagy a ^D helyett, amit másik operációs rendszerek használnak. Sok programnál a billentyűzetről bevitt Ctrl-Z egy visszavonó, angolul undo parancsot valósít meg, amivel az utolsó bevitt parancs vagy akció visszafelé átléphető, vagyis az utolsó parancs elé lép vissza.   |
| ^[                   | 27  | 0x1B | ESC       | Escape                                             | A billentyűzet ESC billentyűjével elküldött karakter sok funkciót tölthet be a rendszereknél. Szoftver-interfészek esetében általában valamilyen kilépési funkciót indít el (képernyő, menü, mód megszakítása), eszközvezérlő protokollok esetében (printerek vagy terminálok) pedig az ESC-et követő egy vagy több karakter vezérlő szerepet tölt be, és nem lesz megjelenítve. Ezek az escape-szekvenciák gyártó-, illetve eszközfüggőek.                                                 |
| ^\                   | 28  | 0x1C | FS        | File Separator, Fájlelválasztó                     | Adatstruktúrák elválasztó jelzőjének használják. Ha hierarchikus szinteket használnak az adatstruktúrában, akkor US az alacsonyabb szint (szétválasztja az egyszerű szöveg elemeket), míg az RS, GS és FS a magasabb szintű csoportokat választják szét a struktúrán belül. |
| ^]                   | 29  | 0x1D | GS        | Group Separator, Csoportelválasztó                 | Adatstruktúrák elválasztó jelzőjének használják. Ha hierarchikus szinteket használnak az adatstruktúrában, akkor US az alacsonyabb szint (szétválasztja az egyszerű szöveg elemeket), míg az RS, GS és FS a magasabb szintű csoportokat választják szét a struktúrán belül. |
| ^^                   | 30  | 0x1E | RS        | Record Separator, Rekordelválasztó                 | Adatstruktúrák elválasztó jelzőjének használják. Ha hierarchikus szinteket használnak az adatstruktúrában, akkor US az alacsonyabb szint (szétválasztja az egyszerű szöveg elemeket), míg az RS, GS és FS a magasabb szintű csoportokat választják szét a struktúrán belül. |
| ^_                   | 31  | 0x1F | US        | Unit Separator, Egységelválasztó                   | Adatstruktúrák elválasztó jelzőjének használják. Ha hierarchikus szinteket használnak az adatstruktúrában, akkor US az alacsonyabb szint (szétválasztja az egyszerű szöveg elemeket), míg az RS, GS és FS a magasabb szintű csoportokat választják szét a struktúrán belül. |
|                      | 127 | 0x7F | DEL       | Delete, Törlés                                     | Eredetileg a lyukszalagon lévő lyukasztás törlésére szolgált (az összes lyuk lyukasztása a lyukasztón; az olvasó az ilyen karaktert figyelmen kívül hagyta). A modern rendszerek a kurzortól jobbra álló karakter törlésére használják. |

## C1 (ISO-8859 és Unicode)
| Dec | Hex  | Rövid rövidítés (RFC 1345) | Teljes rövidítés | Karakter neve                                              | Leírás/megjegyzés                                  |
| --- | ---- | -------------------------- | ---------------- | ---------------------------------------------------------- | -------------------------------------------------- |
| 128 | 0x80 | PA                         | PAD              | Kitöltőkarakter                                            | Mint XXX nyomtatódik a Unicode-ban                 |
| 129 | 0x81 | HO                         | HOP              | High Octet Preset, Magasabb byte törlése                   | Mint XXX nyomtatódik a Unicode-ban                 |
| 130 | 0x82 | BH                         | BPH              | Break Permitted Here, Megszakítás engedélyezett            |                                                    |
| 131 | 0x83 | NH                         | NBH              | No Break Here, Megszakítás nem engedélyezett               |                                                    |
| 132 | 0x84 | IN                         | IND              | Index                                                      |                                                    |
| 133 | 0x85 | NL                         | NEL              | Next Line, Következő sor                                   | Sorvég jelzésére használja némelyik IBM mainframe. |
| 134 | 0x86 | SA                         | SSA              | Start of Selected Area, Kijelölt terület kezdete           |                                                    |
| 135 | 0x87 | ES                         | ESA              | End of Selected Area, Kijelölt terület vége                |                                                    |
| 136 | 0x88 | HS                         | HTS              | Horizontal Tab Set, Vízszintes tabulátor beállítása        |                                                    |
| 137 | 0x89 | HJ                         | HTJ              | Horizontal Tab Justified, Vízszintes tabulátorra illesztés |                                                    |
| 138 | 0x8A | VS                         | VTS              | Vertical Tab Set, Függőleges tabulátor beállítása          |                                                    |
| 139 | 0x8B | PD                         | PLD              | Partial Line Forward, Részleges sor-előrelépés             |                                                    |
| 140 | 0x8C | PU                         | PLU              | Partial Line Backward, Részleges sor-visszalépés           |                                                    |
| 141 | 0x8D | RI                         | RI               | Reverse Line Feed, „Vissza” soremelés                      |                                                    |
| 142 | 0x8E | S2                         | SS2              | Single-Shift 2                                             |                                                    |
| 143 | 0x8F | S3                         | SS3              | Single-Shift 3                                             |                                                    |
| 144 | 0x90 | DC                         | DCS              | Device Control String, Eszközvezérlő string                |                                                    |
| 145 | 0x91 | P1                         | PU1              | 'Private Use 1, Saját használatra 1                        |                                                    |
| 146 | 0x92 | P2                         | PU2              | Private Use 2, Saját használatra 2                         |                                                    |
| 147 | 0x93 | TS                         | STS              | Set Transmit State, Átviteli állapot beállítása            |                                                    |
| 148 | 0x94 | CC                         | CCH              | Visszautasítás karakter                                    |                                                    |
| 149 | 0x95 | MW                         | MW               | Message Waiting, Várakozó üzenet                           |                                                    |
| 150 | 0x96 | SG                         | SPA              | Start of Protected Area, Védett terület kezdete            |                                                    |
| 151 | 0x97 | EG                         | EPA              | End of Protected Area, Védett terület vége                 |                                                    |
| 152 | 0x98 | SS                         | SOS              | Start of String, String kezdete                            |                                                    |
| 153 | 0x99 | GC                         | SGCI             | Single Graphic Char Intro                                  | Mint XXX nyomtatódik a Unicode-ban                 |
| 154 | 0x9A | SC                         | SCI              | Single Char Intro                                          |                                                    |
| 155 | 0x9B | CI                         | CSI              | Control Sequence Intro                                     |                                                    |
| 156 | 0x9C | SI                         | ST               | String Terminator, Stringzáró                              |                                                    |
| 157 | 0x9D | OC                         | OSC              | OS Command, Operációs rendszer parancs                     |                                                    |
| 158 | 0x9E | PM                         | PM               | Private Message, Saját üzenet                              |                                                    |
| 159 | 0x9F | AC                         | APC              | App Program Command, Alkalmazási program parancs           |                                                    |

## Egyéb, angol nyelvű linkek
- http://www.unicode.org/charts/PDF/U0000.pdf
- http://www.unicode.org/charts/PDF/U0080.pdf
- ATIS Telecom Glossary 2000 Archiválva 2006. július 17-i dátummal a Wayback Machine-ben